# Zsoldos Péter-díj
A Zsoldos Péter-díj egy magyar irodalmi elismerés, amelyet évente ítélnek oda fantasztikus (sci-fi, fantasy, weird, természetfeletti horror stb.) zsánerű műveknek. A díj kiadóktól, irodalmi szervezetektől és intézményektől független.
A díjat 1998-ban alapította az Avana Egyesület és Salgótarján Megyei Jogú Város Önkormányzata science fiction alkotások jutalmazására. Nevét Zsoldos Péter sci-fi-íróról kapta. Kezdetben novella és regény kategóriában ítélték oda, 2010-től terveztek kisregényeket is külön kategóriában jutalmazni, de végül csak 2011-ben és 2014-ben ítélték oda a kevés számú nevezés miatt. 2020-tól a díjnak három kategóriája van: regény, novella és műfordítás  A díjakat Zsoldos Péter születésnapján, minden év április 20-án adják át, míg 1998 és 2018 között erre a Hungarocon rendezvényen került sor. A díj pénzjutalmát Salgótarján adományozta 2015-ig, kivéve a kisregényét, amit egy magánszemély felajánlásából fedeztek. 2016-ban a díj szponzora a Clavis Irodalmi ügynökség volt, 2017-től magánszemélyek szponzorálták a díjat. Jelenleg a díjjal pénzjutalom nem jár, a nyertes művek különféle marketingtámogatásban részesülnek, 2021-ben a díj partnere, a Libri könyvesbolthálózat segítségével.
A díj megalapítása óta kemény kritikáknak van kitéve. Gyakran bírálják az értékelés módját, a zsűrit, a nevezés módját, de leggyakrabban a díjazott művek színvonalát. Éppen ezekre tekintettel 2016. évtől a Clavis Irodalmi Ügynökség egy évre átvette a szponzori szerepet, remélve ettől ezen hiányosságok megszüntetését és a díj presztízsének emelkedését. 2019-ben az Avana Egyesület által felkért szakmai zsűri egy kategóriában sem osztott díjat, ami komoly visszhangot váltott ki. A Zsoldos család 2020-ban elvette a díj gondozását az Avana Egyesülettől és egy szakmai tanácsadó testületre támaszkodva kívánja új alapokra helyezni. A díj gondozásának elvétele az Avana Egyesülettől, az új nevezési rendszer és a 2020 után bekerült fordítói díj vitatott megítélésű. Vegyes megítélése ellenére sokáig az egyetlen jelentősebb hazai fantasztikus irodalmi elismerés volt. 2020-ban az Avana Egyesület új sci-fi irodalmi díjat alapított Monolit néven.
A Covid19-járvány és a díj átszervezése miatt a 2020-as elismeréseket 2021-ben adták át.

## Díjazottak és jelöltek

### Regények
| ÉV   | Díjazott                                                  | Megjegyzés                                         | Helyezettek                                                                                              |
| ---- | --------------------------------------------------------- | -------------------------------------------------- | --- |
| 2025 | Patonai Anikó Ágnes: Branstetter                          |                                                    | |
| 2024 | Rusvai Mónika: Kígyók országa                             |                                                    | |
| 2023 | Lőrinczy Judit: Az utolsó tanú                            |                                                    | |
| 2022 | Baráth Katalin: Afázia                                    |                                                    | |
| 2021 | Markovics Botond (Brandon Hackett): Eldobható testek      |                                                    | |
| 2020 | Moskát Anita: Irha és bőr                                 |                                                    | |
| 2019 | Nem osztottak díjat.                                      |                                                    | A zsűri által kiemelt művek: Juhász Roland (R. J. Hendon): Korcsok Szilágyi Zoltán: Káoszszív III: Arató |
| 2018 | Markovics Botond (Brandon Hackett): Xeno                  | a szerző a díjat nem vette át                      | |
| 2017 | Lovas Lajos: Törzsszövetség                               |                                                    | 2. Fedina Lídia: Virokalipszis 3. Vékony Krisztián: Sors-algoritmus                                      |
| 2016 | Nem osztottak díjat                                       | kevés nevezett regény, a következő évre csúsztatva | |
| 2015 | Nem osztottak díjat                                       | kevés nevezett regény, a következő évre csúsztatva | |
| 2014 | Kovács Ákos: Az Áradás Krónikája                          |                                                    | |
| 2013 | Bálint Endre: A Programozó Könyve                         |                                                    | |
| 2012 | Antal József: iDeal                                       |                                                    | |
| 2011 | Nem osztottak díjat                                       | kevés nevezett regény, a következő évre csúsztatva | |
| 2010 | Csepregi Tamás: Szintetikus álom                          |                                                    | 2. László Zoltán: Nulla pont 3. Szélesi Sándor: A beavatás szertartása                                   |
| 2009 | Markovics Botond (Brandon Hackett): Isten gépei           |                                                    | 2. Dörnyei Kálmán: A 26-szor klónozott Nordy Fox kalandjai 3. Nemere István, Időrabló                    |
| 2008 | László Zoltán: A Keringés                                 |                                                    | 2. Markovics Botond (Brandon Hackett): A poszthumán döntés 3. Lovas Lajos: Jó reggelt délben             |
| 2007 | Antal József: Diagnózis                                   |                                                    | |
| 2006 | Lovas Lajos: Agydobás                                     |                                                    | 2. Szélesi Sándor (Anthony Sheenard): Árnyak ébredése 3. Nemere István: Időhajó                          |
| 2005 | Szélesi Sándor (Anthony Sheenard álnéven): Sötétség előtt |                                                    | |
| 2004 | Rujder Tamás: A Szellemharcos küldetése                   |                                                    | |
| 2003 | nem osztottak díjat                                       |                                                    | |
| 2002 | Bán János (Kim Lancehagen): Isten hajói                   |                                                    | |
| 2001 | Bujtor László (Leonard Banister): A kék bölcső            |                                                    | |
| 2000 | Fonyódi Tibor (Harrison Fawcett): A katedrális legendája  |                                                    | |
| 1999 | Csikász Lajos (Aaron F. Loacher): Időjárőr                |                                                    | |
| 1998 | Szélesi Sándor (Anthony Sheenard): Városalapítók          |                                                    | |

2003-ban Trethon Judit elmondta, a nevezett művek többsége jól megírt, színvonalas alkotás, azonban hiányzik belőlük az a plusz, ami érdemessé teszi őket a díjazásra.

### Kisregények
| ÉV   | Díjazott                                | Helyezettek                   |
| ---- | --------------------------------------- | ----------------------------- |
| 2014 | Antal József: Kód                       |                               |
| 2011 | Szélesi Sándor: Szörnyeteg a hajtóműben | 2. Lőrinczy Judit: A Bach-gép |

### Novellák
| ÉV   | Díjazott | Helyezettek |
| ---- | --- | --- |
| 2025 | Moskát Anita: Gyulladáspont                                                                                  | |
| 2024 | Gaura Ágnes: Az erdő szíve                                                                                   | |
| 2023 | Moskát Anita: Fekete monitor                                                                                 | |
| 2022 | Juhász Viktor: Az Eigengrau                                                                                  | |
| 2021 | Veres Attila: A világ helyreállítása                                                                         | |
| 2020 | Sepsi László: Rossz beszéd                                                                                   | |
| 2019 | Nem osztottak díjat.                                                                                         | A zsűri által kiemelt alkotók: Ronil Caine, Hernád Péter, Kyra Potter                                                                     |
| 2018 | Fedina Lídia: Nincs, ki üzenjen                                                                              | |
| 2017 | Hegedüs András: Tortuga                                                                                      | 2. Kovács „Tücsi” Mihály (Toochee): A tömeg bölcsessége 3. Kovács „Tücsi” Mihály (Toochee): Zaj a rendszerben                             |
| 2016 | Böszörményi Gyula: Isa, por és homou                                                                         | |
| 2015 | Juhász Roland: Skadi                                                                                         | |
| 2014 | Sümegi Attila: A kővé vált asszony balladája                                                                 | |
| 2013 | Szélesi Sándor: Míg mozgok, van világ                                                                        | |
| 2012 | F. Tóth Benedek: Éjnek hajnala                                                                               | |
| 2011 | Lovas Lajos: Minek nevezzelek?                                                                               | 2. F. Tóth Benedek: 43 3. Antal József: Vénuszlakók - Arbeh                                                                               |
| 2010 | Szélesi Sándor: Egy lépés az örökkévalóság felé                                                              | 2. László Zoltán: Temetői őrjárat 2. Antal József: Távlatok 2. Antal József:: Vénuszlakók - A kutya                                       |
| 2009 | Szélesi Sándor: Vér és verejték                                                                              | 2. Bán János: A stadion őre 3. Képes Gábor: Fehér majom feketében 3. Szabó Tamás Kutyák                                                   |
| 2008 | Bán János: A.K.I.                                                                                            | 2. László Zoltán: Lyukak az égen 2. László Zoltán: Mélyebb rétegek 3. Kovács „Tücsi” Mihály (Michael T. Cricket): Az Elveszettek Kocsmája |
| 2007 | Lőrincz L. László: Ítélet a Paradicsomban                                                                    | |
| 2006 | Szélesi Sándor: Galileo                                                                                      | 2. Kasztovszky Béla: A mi konzolunk 3. Kasztovszky Béla: Külföldi aspirantúra                                                             |
| 2005 | Nemere István: Mindenből csak egy                                                                            | |
| 2004 | Varga Péter: A két Nicole                                                                                    | |
| 2003 | Kasztovszky Béla: Álomutazás elérhető áron (megosztva) Markovics Botond (Brandon Hackett): Én, a halhatatlan | |
| 2002 | Bán János (Kim Lancehagen): Suicid Harry, lázadó Henry, gyilkos Rick                                         | |
| 2001 | Bán János (Kim Lancehagen): Off topic                                                                        | |
| 2000 | Bán János (Kim Lancehagen): Bálnaraj a Crassus felett                                                        | |
| 1999 | Kovács „Tücsi” Mihály (Michael T. Cricket): A vezeklés                                                       | |
| 1998 | Viszokay Tamás: A Cunami hatásai                                                                             | |

### Közönségdíj
| ÉV   | Díjazott                                             |
| ---- | ---------------------------------------------------- |
| 2025 | Ian Pole: Kárhozott Testvériség                      |
| 2024 | Markovics Botond: Felfalt kozmosz                    |
| 2023 | Kondor Vilmos: Második magyar köztársaság            |
| 2022 | Baráth Katalin: Afázia                               |
| 2021 | Markovics Botond (Brandon Hackett): Eldobható testek |
| 2020 | Szélesi Sándor: Az ellopott troll                    |
| 2019 | Juhász Roland (R. J. Hendon): Korcsok                |
| 2018 | Bakti Viktor: Integrálva                             |

### Fordítás kategória
| ÉV   | Díjazott                                                     |
| ---- | ------------------------------------------------------------ |
| 2025 | Sepsi László (Ray Nayler: Az óceán szeme)                    |
| 2024 | Horváth Vivien (R. F. Kuang: Bábel)                          |
| 2023 | Farkas Veronika (Kim Stanley Robinson: A Jövő Minisztériuma) |
| 2022 | Farkas Veronika (William Gibson: Neuromancer)                |
| 2021 | Molnár Berta Eleonóra (Susanna Clarke: Piranesi)             |
| 2020 | G. Bogár Edit (Johanna Sinisalo: A Nap Magja)                |

## Zsűri
A megelőző naptári évben, magyar nyelven először megjelent művek közül választja ki a (2020-tól hét tagú) zsűri a díjazandó alkotásokat.
A díj alapításakor a megelőző és április 1. és a tárgyév március 31. között legalább ötszáz példányban megjelent magyar SF-alkotások legjobbjait díjazta a zsűri. Ez 2010-ben a megelőző és április 1. és december 31. közötti megjelenésre módosult.
- 1998
Trethon Judit, Zsoldos Dávid
- 1999–2001
Trethon Judit, Zsoldos Dávid, Kiss Gabriella
- 2002–2004
Trethon Judit, Zsoldos Dávid, Mandics György, Pusztay István, Csák Tamás
- 2005–2006
Trethon Judit, Zsoldos Dávid, Mandics György, Pusztay István, Csák Tamás, Dr. S. Sárdi Margit
- 2007
Dr. S. Sárdi Margit, Zsoldos Dávid (tiszteletbeli tag), Mandics György, Pusztay István, Csák Tamás, Marschalkó Zsolt (drámaíró, tanár)
- 2008–2010
Dr. S. Sárdi Margit, Szentesi Ágnes, Pusztay István, Csák Tamás, Mandics György
- 2011–2015
Dr. S. Sárdi Margit, Szentesi Ágnes, Pusztay István, Csák Tamás, Mandics György, Vásárhelyi Lajos
- 2016–2018
Dr. Sárdi Margit, Csák Tamás, Domokos Áron, Szarka Emese, Vásárhelyi Lajos
- 2019–  Dr. Szilárdi Réka, Csák Tamás, Fiala Zoltán, dr. Makai Péter Kristóf, Székelyhidi E. Johanna
- 2020–2021

Benczik Vera, H. Nagy Péter, Keserű József, dr. Makai Péter Kristóf, Szilárdi Réka, Szabó István Zoltán, Takács Bogi